# Scott Sharp
Scott Sharp, född den 14 februari 1968 i Norwalk, Connecticut, är en amerikansk racerförare.

## Karriär
Sharp körde i IndyCar Series mellan 1996 och 2007, och vann nio race under sin karriär i serien, och blev mästare 1996. Han blev även trea 2001. Senare körde Sharp i American Le Mans Series för Highcroft Racing Acura, där han tillsammans med David Brabham vann flera tävlingar 2008. Han har även vunnit Daytonas 24-timmarstävling. Säsongen 2009 vann Brabham och Sharp LMP1-klassen i American Le Mans Series, efter att ha haft en tuff kamp mot Acurakollegorna i De Ferran Motorsports. Gil de Ferran och Simon Pagenaud vann fler tävlingar, men Brabhams och Sharps jämnhet, räckte för att duon skulle vinna titeln. Sharp annonserade mot slutet av 2009 års säsong att han lämnade Highcroft Racing, för att istället starta sitt eget team Extreme Speed Motorsports. Stallets planer var att delta säsongen 2010 i GT2-klassen, där Sharp skulle köra en av bilarna.

## IndyCar

### Segrar
| Nr | Bana          | År   |
| -- | ------------- | ---- |
| 1  | New Hampshire | 1997 |
| 2  | Phoenix       | 1998 |
| 3  | Dover         | 1998 |
| 4  | Atlanta       | 1999 |
| 5  | Texas         | 2000 |
| 6  | Texas         | 2001 |
| 7  | Nazareth      | 2002 |
| 8  | Motegi        | 2003 |
| 9  | Kentucky      | 2005 |